# William Deedes
William Francis Deedes (né dans le Kent le 1er juin 1913 et mort dans le même comté le 17 août 2007) est un journaliste et homme politique britannique.
Il est le seul britannique à être simultanément membre du Cabinet et l'éditeur d'un des plus grands quotidiens du pays, le Daily Telegraph (de 1974 à 1986).

## Biographie
Bill Deedes exerce la profession de journaliste dès l'âge de 18 ans, étant engagé par le Morning Post en 1931. Il est leur correspondant de guerre lors de la Campagne d'Abyssinie en 1935. Il rejoint le Daily Telegraph en 1937.
Bill Deedes sert dans le King's Royal Rifle Corps pendant la Seconde Guerre mondiale et reçoit la Military Cross en 1944.
Il est nommé pair à vie en 1996, devenant alors le baron Deedes, d'Aldington dans le comté de Kent. Il est titré chevalier commandeur de l'Ordre de l'Empire britannique en 1999, pour services rendus comme journaliste et soutien de l'action humanitaire.
Il est marié à Evelyn Branfort (décédée en mai 2004), et a deux garçons (l'un d'entre eux est mort durant l'enfance) et trois filles.
Le fils de Bill Deedes, Jeremy Deedes, est l'un des directeurs de la holding "Telegraph". Sa fille, Lucy Whaley, est la première épouse du 9e Baron Latymer.
Il est décédé le 17 août 2007 des suites d'une maladie foudroyante, à sa maison dans le Kent.